# Sehnsucht nach Sprache
Sehnsucht nach Sprache ist der zweite Gedichtband des Dichters Gino Chiellino (* 1946), der unter dem Namen Carmine Chiellino seine literaturwissenschaftlichen Werke herausgibt.

## Inhalt
Der Band erschien 1987 in Kiel. Er beinhaltet Gedichte, die zwischen 1983 und 1985 entstanden sind und besteht aus sieben Kapiteln, die größtenteils jeweils zehn Gedichte enthalten. Ausnahmen hiervon sind der fünfte Teil Sehnsucht nach Sprache (S. 55), der acht Gedichte enthält, der Abschnitt Berufe der Demokratie (S. 65), der lediglich aus vier Gedichten besteht und der mit dem Titel Notate (S. 71) versehene, letzte Kapitel. Dieser enthält 16 Gedichte.
Eine oft verwendete und charakteristische rhetorische Figur des Bandes ist das Apokoinu. Zahlreiche Gedichte enthalten Zeilen die als Übergang zwischen den Strophen fungieren wie z. B. folgende Zeilen im Gedicht II. Cosenza ohne Proust (S. 19):
Auf Gedanken tretend

laufe ich den Corso Mazzini entlang

das ewige Eis essend

wartet Maddalena hinter der Kasse

seitdem Proust sie zur Frau machte […].
Die Zeile 'das ewige Eis essend' könnte sich sowohl auf das lyrische Ich als auch auf die wartende Maddalena beziehen.
Der Buchdeckel verdeutlicht die Beziehung zwischen dem schriftlichen und dem mündlichen Aspekt der Sprache, da letztere in der Schriftsprache oft ausgeklammert wird. Der Titel ist neben der normalen Schrift auch in Lautschrift abgefasst und die Wörter werden lediglich durch ein Leerzeichen und die Farbdifferenz getrennt. Dies ist sowohl eine Gegenüberstellung, da die Farben Blau und Rot farbenpsychologisch Komplementärfarben sind, als auch eine Gleichstellung, da Schrift und Lautschrift ohne Bruchstellen ineinander übergehen.
Der erste Teil betitelt 'Gespräche' enthält zehn Gedichte, die sich durch die kursive Schrift sichtbar auf Dichterkollegen bzw. Klassiker der deutschen Literatur beziehen. Unter anderem werden Friedrich Hölderlin, Paul Celan, Bertolt Brecht, Alfred Andersch, Sarah Kirsch, Günter Kunert, Andreas Gryphius und Günther Anders zitiert. Die Zitate, die sich auf die Autorinnen Mascha Kaléko, Raissa Orlowa und auf den Autor Wladimir Makanin beziehen, repräsentieren den Teil eines kulturellen Gedächtnisses, das sich auf interkulturelle Schriftsteller stütz. Chiellino erwähnt die Namen seiner Gesprächspartner als Motto des gesamten Gedichtbandes, platziert aber bei einzelnen Gedichten auch Widmungen. Die Fremdzitate werden durch eine kursive Schriftsetzung hervorgehoben. Die intertextuellen Referenzen verdeutlichen eine deutschsprachige Gegenwart des lyrischen Ichs, während sich die Gedichte des zweiten Abschnitts auf die Suche nach Erinnerungen in einer italienischsprachige Vergangenheit machen.
Der zweite Abschnitt des Bandes besteht ebenfalls aus zehn – diesmal mit römischen Zahlen nummerierten – Gedichten und ist mit 'Nach Cosenza, ohne Proust' betitelt. Der Abschnitt setzt als intertextuelle Referenz einen deutlichen Unterschied zu Prousts Werken. Das lyrische Ich wird z. B. im Gedicht I. als 'suchend' beschrieben und im Gedicht 'II. Cosenza ohne Proust' keineswegs von 'unwillkürlichen Erinnerungen' heimgesucht, sondern ist vielmehr auf dem Weg zu einer (bewussten) 'Verabredung' mit seinem früheren Selbst, wie es heißt 'mit dem schüchternen Dorfjungen'.
Die Gedichte dieses Abschnitts sind eine Auseinandersetzung mit den Erinnerungen der Kindheit, aber auch mit den Verwandten, die nach der Auswanderung des lyrischen Ichs dort geblieben sind. Erst das letzte Gedicht 'X. Und Morgen' ändert den etwas melancholischen Grundton, indem es ein 'Du' direkt anspricht. Das Gespräch mit ihm ist aber nicht direkt. Es ist vielmehr eine Ahnung, dass die Anwesenheit eines 'hungrigen' (d. h. neugierigen) Du in der Vergangenheit des lyrischen Ichs etwas zukunftsweisendes in sich trägt. Die Zeilen 'sie binden dir das Gedächtnis / und sind ein Teil davon und Morgen' zeigen, dass die Vergangenheit mit der Zukunft verknüpft wird.
Der dritte Teil des Gedichtbandes mit dem Titel 'Ortsbestimmung' enthält ebenfalls zehn Gedichte. Die Gedichte bringen den Ort und die Zeit des lyrischen Ichs in Einklang, da sie zeigen, dass durch den Ort- und Sprachwechsel (aus dem Italienischen ins Deutsche) keineswegs als ein Bruch im Lebenslauf zu verstehen ist. Hierzu wird im Gedicht 'Meine Fremde' zuerst zwar ein Land im 'Norden' als die Fremde benannt, die vier Zeilen dieser Aussage werden aber durch die darauf folgenden zehn Zeilen sozusagen übermannt. Die Gegenüberstellung der jeweils ersten Zeilen der Strophen – 'Meine Fremde ist ein Ort' und 'Meine Fremde ist eine Zeit' – machen deutlich, dass die wahre Fremde nicht die Auswanderung an sich ist, sondern weiter zurück in Kindheitserinnerungen begründet ist.
Die Gedichte des dritten Teils betonen den ständigen Dialog zwischen 'Heimat' und 'Fremde' wobei die Zugehörigkeit mal hier mal dort stärker zu spüren ist. Das neue Land, die neue Sprache wird vom lyrischen Ich lediglich dann misstrauisch betrachtet, wenn es Angebote einer 'Integration' kritisch reflektiert. Es nennt den Wunsch zur Mehrheit zu gehören, einen 'falschen Wunsch' (in: „für Altun“, S. 37). Auf der anderen Seite verfremdet das lyrische Ich die deutsche Sprache des Gedichtes 'Es überrascht mich' (S. 36), indem es anstelle von 'Heimfahrt' das Wort 'Fremdfahrt' verwendet.
Die Gedichte beschäftigen sich aber keineswegs mit Gegenüberstellungen. Es geht vielmehr um die produktive Verbindung von Vergangenheit (Gedächtnis bzw. Kindheit) und Zukunft. Hierfür baut das lyrische Ich z. B. im Gedicht 'Steine zum Laufen' (S. 40) die Manierismen des Ausländergesetzes der 1980er Jahre ab und neue Wege für zukünftige 'Fremde' (d. h. Eingewanderte) neu auf.
Auch der vierte Teil besteht aus zehn – diesmal mit den arabischen Zahlen durchnummerierten – Gedichten. Er trägt den Titel 'In einer Zeit falscher Tragödien'. Dieser Teil des Bandes erinnert stark an den ersten Gedichtband des Autors, da er ironisch-kritische Betrachtungen des bundesdeutschen Alltages beinhaltet und den politischen Geist des ersten Bandes neu belebt. Die Gedichte '1. Sie irren sich, Herr Richter' (S. 44), '4. Warum hätte ich, Herr Richter' (S. 47), '5. Die Fremde, Herr Richter' (S. 48), '6. Nein, Herr Richter' (S. 49) und '10. Nein!' (S. 53) dienen als Stützpfeiler des Abschnitts und verschärfen die Widerrede gegen eine unpersönliche, autoritäre Staatsmacht.
Der titelgebende fünfte Abschnitt 'Sehnsucht nach Sprache' ist derjenige, der mehrsprachige Gedichte enthält. Alle Gedichte sind dreisprachig – erstens auf Kalabresisch, zweitens auf Italienisch und drittens auf Deutsch – verfasst, wobei die einzelnen Sprachen jeweils eine Strophe des Gedichtes ausmachen und optisch durch einen Einschub des mittleren italienischsprachigen Teils markiert sind. Sie sind aber keineswegs Übersetzungen, sondern verdeutlichen den fließenden Übergang des lyrischen Ichs von einer Sprache zur anderen. Die optische Präsenz der drei Sprachen betont überdies, dass die Sprachen gleichwertig sind, einander komplementär ergänzen und die Ankunft in der deutschen Sprache keineswegs das Vergessen der vorherigen zwei bedeutet. Durch Vokalharmonie wird auf die Gemeinsamkeiten der Sprachen hingewiesen, während die Fortführung des Themas innerhalb des Gedichtes die Kommunikation der Sprachen hervorhebt.
Interessanterweise drückt die Sehnsucht nach Sprache keineswegs die Sehnsucht nach einer assimilatorischen Ankunft in der deutschen Sprache aus, sondern verdeutlicht die Notwendigkeit eines paritätischen Nebeneinanders der drei Sprachen des lyrischen Ichs.
Im sechsten Abschnitt, der lediglich vier Gedichte beinhaltet, definiert der Dichter einige Berufsbezeichnungen des deutschen Alltages. Die Gedichte sind mit arabischen Zahlen nummeriert und es erscheint bezeichnend, dass das erste Gedicht einen Grenzbeamten beschreibt. 'Der Stadtmacher' sitzt in einem Glaskasten und führt telefonische Gespräche in den Angelegenheiten der Einwanderer. Diese Werden 'Versprengte, Schiffbrüchige und Gestrandete' genannt. Obwohl der Beamte die Stadt 'offen' hält, verdeutlicht seine schwäbische Aussprache und dass seine Haltung manchmal 'listig' ist, welche Macht er über die Menschen hat. Die Ironie in den Berufsbezeichnungen ist auch in den weiteren drei Gedichten stark spürbar.
Der siebte Teil des Gedichtbandes enthält sechzehn Gedichte und trägt den Titel 'Notate'. Die Gedichte beschreiben Entstehungsprozesse bzw. Gedankengänge, die für den kreativen Prozess wichtig sind. Sie verdeutlichen auf welche Art und Weise das Gedächtnis arbeitet und wie daraus ein Gedicht entstehen kann. Oft formulieren die Gedichte die Frage des lyrischen Ichs, warum und wie es bestimmte Themen und gerade diese Themen anspricht, wie es z. B. im Gedicht '…zerbricht die Erregung' mit der Frage
weshalb

nicht

schon im Morgengrauen

auf die Straße gehen?
Das lyrische Ich ist sich bewusst, dass es seiner Zeit voraus ist, lässt sich aber durch diese Tatsache vom Formulieren sensibler Inhalte nicht abhalten. Es macht sich vielmehr bewusst, dass es für eine Zukunft bzw. für eine zukünftige Generation auf 'Vorrat' (in: 'Rasten', S. 75) arbeitet, wenn es z. B. das Gespräch mit der eigenen Tochter sucht (z. B. in: 'Ohne Vater'). Dies obwohl die Betonung der Zugehörigkeit in ihn oft Skepsis hervorruft, wie z. B. im Gedicht 'Am Vorabend' (S. 79) oder mit bitterer Ironie die Umstände und Nachteile einer asymmetrischen Kommunikation zwischen Staatsmacht und Bürger (z. B. in: 'Neue Architektur', S. 81) anprangert. Neben der Kritik an gut meinende 'Helfer' (S. 82, siehe auch 'Die Einladung', S. 84), wird aber auch die Definition einer neuen Identität versucht (z. B. in: 'Jandel für Ausländer', S. 83).
Der Abschnitt und somit der Gedichtband endet in einer witzig-kritischen Selbstdefinition des lyrischen Ichs, die betont, dass jede Fremdbestimmung, die von zahlreichen Gedichten des Bandes angesprochen wurde, zum Scheitern verurteilt ist. Das Ich beansprucht das Recht, sich selbst als den Mittelpunkt der (d. h. seiner) Welt zu betrachten. Die Aussage des Dreizeilers verwischt gleichzeitig die Grenzen zwischen dem lyrischen Ich und dem Dichter und zeigt durch die Abwandlung des klassischen Zitats 'in vino veritas' das Spielerische eines kreativen Prozesses.
Narziß

Über mich nachdenkend
	dachte ich
in Gino Veritas.